# Nukuʻalofa
Nukuʻalofa là thủ đô và thành phố lớn nhất của Vương quốc Tonga. Nó nằm ở bờ biển phía bắc của đảo Tongatapu, phía nam của quần đảo Tonga.

## Khí hậu
Nuku’alofa mang khí hậu xích đạo theo phân loại khí hậu Köppen. Khu vực thành phố tuy có những tháng ẩm hay khô rõ rệt, song không mùa khô thực sự (khi mà lượng mưa hàng tháng dưới 60 milimét (2,4 in)). Nhiệt độ cao hơn chút ít vào tháng 1-2 khi mà nhiệt độ trung bình xấp xỉ 25 °C (77 °F) khi so với tháng 6-7 khi nhiệt độ chừng 21 °C (70 °F). Nuku’alofa nhận khoảng 1.700 milimét (67 in) lượng mưa hàng năm.
| Dữ liệu khí hậu của Nukuʻalofa    | Dữ liệu khí hậu của Nukuʻalofa | Dữ liệu khí hậu của Nukuʻalofa | Dữ liệu khí hậu của Nukuʻalofa | Dữ liệu khí hậu của Nukuʻalofa | Dữ liệu khí hậu của Nukuʻalofa | Dữ liệu khí hậu của Nukuʻalofa | Dữ liệu khí hậu của Nukuʻalofa | Dữ liệu khí hậu của Nukuʻalofa | Dữ liệu khí hậu của Nukuʻalofa | Dữ liệu khí hậu của Nukuʻalofa | Dữ liệu khí hậu của Nukuʻalofa | Dữ liệu khí hậu của Nukuʻalofa | Dữ liệu khí hậu của Nukuʻalofa |
| Tháng                             | 1                              | 2                              | 3                              | 4                              | 5                              | 6                              | 7                              | 8                              | 9                              | 10                             | 11                             | 12                             | Năm                            |
| --------------------------------- | ------------------------------ | ------------------------------ | ------------------------------ | ------------------------------ | ------------------------------ | ------------------------------ | ------------------------------ | ------------------------------ | ------------------------------ | ------------------------------ | ------------------------------ | ------------------------------ | ------------------------------ |
| Cao kỉ lục °C (°F)                | 32 (90)                        | 32 (90)                        | 31 (88)                        | 30 (86)                        | 30 (86)                        | 28 (82)                        | 28 (82)                        | 28 (82)                        | 28 (82)                        | 29 (84)                        | 30 (86)                        | 31 (88)                        | 32 (90)                        |
| Trung bình ngày tối đa °C (°F)    | 29.4 (84.9)                    | 29.9 (85.8)                    | 29.6 (85.3)                    | 28.5 (83.3)                    | 26.8 (80.2)                    | 25.8 (78.4)                    | 24.9 (76.8)                    | 24.8 (76.6)                    | 25.3 (77.5)                    | 26.4 (79.5)                    | 27.6 (81.7)                    | 28.7 (83.7)                    | 27.3 (81.1)                    |
| Trung bình ngày °C (°F)           | 26.4 (79.5)                    | 26.8 (80.2)                    | 26.6 (79.9)                    | 25.3 (77.5)                    | 23.6 (74.5)                    | 22.7 (72.9)                    | 21.5 (70.7)                    | 21.5 (70.7)                    | 22.0 (71.6)                    | 23.1 (73.6)                    | 24.4 (75.9)                    | 25.6 (78.1)                    | 24.1 (75.4)                    |
| Tối thiểu trung bình ngày °C (°F) | 23.4 (74.1)                    | 23.7 (74.7)                    | 23.6 (74.5)                    | 22.1 (71.8)                    | 20.3 (68.5)                    | 19.5 (67.1)                    | 18.1 (64.6)                    | 18.2 (64.8)                    | 18.6 (65.5)                    | 19.7 (67.5)                    | 21.1 (70.0)                    | 22.5 (72.5)                    | 20.9 (69.6)                    |
| Thấp kỉ lục °C (°F)               | 16 (61)                        | 17 (63)                        | 15 (59)                        | 15 (59)                        | 13 (55)                        | 11 (52)                        | 10 (50)                        | 11 (52)                        | 11 (52)                        | 12 (54)                        | 13 (55)                        | 16 (61)                        | 10 (50)                        |
| Lượng mưa trung bình mm (inches)  | 174 (6.9)                      | 210 (8.3)                      | 206 (8.1)                      | 165 (6.5)                      | 111 (4.4)                      | 95 (3.7)                       | 95 (3.7)                       | 117 (4.6)                      | 122 (4.8)                      | 128 (5.0)                      | 133 (5.2)                      | 175 (6.9)                      | 1.731 (68.1)                   |
| Số ngày mưa trung bình            | 17                             | 19                             | 19                             | 17                             | 15                             | 14                             | 15                             | 13                             | 13                             | 11                             | 12                             | 15                             | 180                            |
| Độ ẩm tương đối trung bình (%)    | 77                             | 78                             | 79                             | 76                             | 78                             | 77                             | 75                             | 75                             | 74                             | 74                             | 73                             | 75                             | 76                             |
| [ cần dẫn nguồn ]                 |                                |                                |                                |                                |                                |                                |                                |                                |                                |                                |                                |                                |                                |

## Thành phố kết nghĩa
- Whitby, Anh, Vương quốc Liên hiệp Anh và Bắc Ireland
- Hazleton